# Nana Akufo-Addo
William Nana Addo Dankwa Akufo-Addo  (/æˈkʊfoʊ ɑːˈdoʊ/ ( hør); født 29. marts 1944) er en ghanesisk politiker, der fungerede som den 13. præsident i Ghana fra 2017 til 2025.
Han har tidligere været Generaladvokat fra 2001 til 2003 og som udenrigsminister fra 2003 til 2007 under administration af den daværende præsident John Kufuor].

## Præsident
Akufo-Addo stillede først op til præsidentvalget i året 2008 og igen i 2012, begge gange som præsidentkandidat for New Patriotic Party (NPP). Han tabte ved begge lejligheder til National Democratic Congress kandidater: John Evans Atta Mills i 2008 og John Dramani Mahama i 2012. Efter parlamentsvalget i 2012 nægtede han at indrømme nederlaget og gik videre til retten for at anfægte valgresultaterne, men Ghanas højesteret bekræftede Mahamas sejr.
Han blev valgt som præsidentkandidat for New Patriotic Party for tredje gang til det ghanesiske parlamentsvalg i 2016, og denne gang besejrede han den siddende John Dramani Mahama i første runde (vandt med 53,85 % af stemmerne i en ghanesisk oppositionskandidat for første gang), hvilket var første gang en oppositionskandidat blev valgt i første runde. Det var også første gang, at en oppositionskandidat havde afsat en siddende præsident. Han sikrede sig igen et absolut flertal i første runde af det ghanesiske parlamentsvalg 2020 (vinder med 51,59 % af stemmerne), og besejrede Mahama for anden gang.
Akufo-Addos regering opnåede oprindeligt bred popularitet fra den ghanesiske offentlighed og promoverede en nationalistisk 'Ghana beyond aid'-dagsorden. Den sidste del af hans embedsperiode var dog præget af de værste ghanesiske finanskriser i en generation, hvor inflationen nåede op til 40 % i både 2022 og 2023. Hans regering tilskrev dette til COVID-19-pandemien og russisk invasion af Ukraine, men mange observatører pegede på dårlig forvaltning af offentlige midler. Da hans valgperiode udløb, blev  magten fredeligt overdraget til NDC's Mahama, den 7. januar 2025, efter at den siddende NPP mistede magten på grund af hans administrations upopularitet.